# Hymedesmia mucronella
Hymedesmia mucronella är en svampdjursart som beskrevs av William Lundbeck 1910. Hymedesmia mucronella ingår i släktet Hymedesmia och familjen Hymedesmiidae.
Artens utbredningsområde är Island. Inga underarter finns listade i Catalogue of Life.